# Natasha Jonas
Natasha Jonas est une boxeuse britannique née le 18 juin 1984.
C'est la sœur aînée de la footballeuse Nikita Parris.

## Carrière
Sa carrière amateur est principalement marquée par deux médailles de bronze remportées aux championnats du monde de Qinhuangdao en 2012 dans la catégorie poids légers et aux championnats d'Europe de Rotterdam en 2011 en super-légers.
Passée professionnelle, Natasha Jonas remporte plusieurs titres de championnats du monde. En 2022, elle remporte trois ceintures mondiales, dominant Chris Namús (en) pour la ceinture WBO en février, Patricia Berghult (en) pour la ceinture WBC en septembre et Marie-Eve Dicaire (en) pour la ceinture IBF des super-welters en novembre.

## Palmarès

### Jeux olympiques
- Qualifiée pour les Jeux de 2012 à Londres, Angleterre

### Championnats du monde de boxe amateur
- Médaille de bronze en -60 kg en 2012, à Qinhuangdao, Chine

### Championnats d'Europe de boxe amateur
- Médaille de bronze en -64 kg en 2011, à Rotterdam, Pays-Bas.
- Médaille d'argent en -64 kg en 2014, à Bucarest, Roumanie.